# 박한희
박한희(朴韓熙, 1985년 8월 31일 ~ )는 대한민국 최초의 커밍아웃한 트랜스젠더 변호사이다. 현재 직장은 희망을만드는법이다.

## 학력
- 포항공과대학교 기계공학과 학사
- 서울대학교 법학전문대학원 전문석사